# AFL - Division III 2022
La AFL Division III 2022 è l'11ª edizione del campionato di football americano di quarto livello, organizzato dalla AFBÖ.
Gli Styrian Panthers si sono ritirati a calendario emesso, perdendo quindi tutti gli incontri 35-0 a tavolino.

## Squadre partecipanti
| Club                   | Città             | Stadio | Sponsor ufficiale | Risultato nella stagione 2021 |
| ---------------------- | ----------------- | ------ | ----------------- | ----------------------------- |
| AFC Grizzlies          | Stockerau         |        |                   |                               |
| Black Valley Wild      | Payerbach         |        |                   |                               |
| BSK Ravens             | Bischofshofen     |        |                   |                               |
| Ebenfurth Mustangs     | Ebenfurth         |        |                   |                               |
| Huskies Wels           | Wels              |        |                   |                               |
| Klosterneuburg Broncos | Klosterneuburg    |        |                   |                               |
| Mostviertel Bastards   | Ybbs an der Donau |        | [bm:wansch]       |                               |
| Predators Steyr        | Steyr             |        |                   |                               |
| Styrian Panthers       | Hönigsberg        |        |                   |                               |
| Vikings Division Team  | Vienna            |        | Dacia             |                               |

## Stagione regolare

### Calendario

#### 1ª giornata
| 26 marzo 2022, ore 15:00 | Styrian Panthers | 0 – 35 (a tavolino) referto | Ebenfurth Mustangs |  |

| Wels 26 marzo 2022, ore 15:00 | Huskies Wels | 37 – 0 (7-0 7-0 7-0 16-0) referto | Mostviertel Bastards | Huskies Arena (1100 spett.) |

| Piesendorf 26 marzo 2022, ore 15:00 | BSK Ravens | 23 – 7 (8-7 0-0 7-0 8-0) referto | Predators Steyr | Celtics Field |

| Gloggnitz 27 marzo 2022, ore 14:00 | Black Valley Wild | 7 – 14 (0-7 0-0 0-0 7-7) referto | Klosterneuburg Broncos | ASK Payerbach-Schlöglmühl |

#### 2ª giornata
| Steyr 9 aprile 2022, ore 14:00 | Predators Steyr | 0 – 42 (0-14 0-9 0-13 0-6) referto | Huskies Wels | LAC Steyr |

| Klosterneuburg 9 aprile 2022, ore 16:00 | Klosterneuburg Broncos | 35 – 0 (a tavolino) referto | Styrian Panthers | Broncos Field |

| Sarling 10 aprile 2022, ore 14:00 | Mostviertel Bastards | 9 – 14 (7-0 0-7 0-7 2-0) referto | AFC Grizzlies | Danube-Field |

| Vienna 10 aprile 2022, ore 16:00 | Vikings Division Team | 32 – 14 (0-7 7-0 18-0 7-7) referto | Black Valley Wild | Sportzentrum Ravelin |

#### 3ª giornata
| 16 aprile 2022, ore 15:00 | Styrian Panthers | 0 – 35 (a tavolino) referto | Vikings Division Team |  |

| Stockerau 16 aprile 2022, ore 15:30 | AFC Grizzlies | 20 – 13 (6-7 0-6 6-0 8-0) referto | Predators Steyr | Stadion Alte Au |

| Wels 16 aprile 2022, ore 16:00 | Huskies Wels | 24 – 12 (7-6 0-6 14-0 3-0) referto | BSK Ravens | Huskies Arena |

| Ebenfurth 17 aprile 2022, ore 15:00 | Ebenfurth Mustangs | 35 – 12 (7-0 0-6 14-0 14-6) referto | Klosterneuburg Broncos | Mustangs Ranch |

#### 4ª giornata
| Sarling 30 aprile 2022, ore 15:00 | Mostviertel Bastards | 0 – 28 (0-7 0-21 0-0 0-0) referto | BSK Ravens | Danube-Field |

| Ebenfurth 30 aprile 2022, ore 15:00 | Ebenfurth Mustangs | 13 – 32 (6-0 7-12 0-13 0-7) referto | Black Valley Wild | Mustangs Ranch |

| Stockerau 30 aprile 2022, ore 15:30 | AFC Grizzlies | 0 – 29 (0-7 0-7 0-2 0-13) referto | Huskies Wels | Stadion Alte Au |

| Klosterneuburg 30 aprile 2022, ore 16:00 | Klosterneuburg Broncos | 27 – 6 (7-0 0-0 7-0 13-6) referto | Vikings Division Team | Broncos Field |

#### 5ª giornata
| Steyr 7 maggio 2022, ore 14:00 | Predators Steyr | 35 – 6 (14-0 7-0 7-6 7-0) referto | Mostviertel Bastards | LAC Steyr |

| Vienna 7 maggio 2022, ore 16:00 | Vikings Division Team | 5 – 27 (2-7 0-13 3-0 0-7) referto | Ebenfurth Mustangs | Sportzentrum Ravelin |

| Bischofshofen 8 maggio 2022, ore 15:00 | BSK Ravens | 35 – 20 (9-0 13-12 6-0 6-8) referto | AFC Grizzlies | BSK-1933 |

| Gloggnitz 8 maggio 2022, ore 15:00 | Black Valley Wild | 35 – 0 (a tavolino) referto | Styrian Panthers | ASK Payerbach-Schlöglmühl |

#### 6ª giornata
| Wels 21 maggio 2022, ore 16:00 | Huskies Wels | 42 – 7 (7-0 7-0 6-7 22-0) referto | AFC Grizzlies | Huskies Arena |

| Vienna 21 maggio 2022, ore 17:00 | Vikings Division Team | 40 – 7 (14-0 13-7 6-0 7-0) referto | Klosterneuburg Broncos | Sportzentrum Ravelin |

| Bischofshofen 22 maggio 2022, ore 15:00 | BSK Ravens | 30 – 0 (3-0 8-0 12-0 7-0) referto | Mostviertel Bastards | BSK-1933 |

| Gloggnitz 22 maggio 2022, ore 15:00 | Black Valley Wild | 21 – 34 (0-27 0-0 13-7 8-0) referto | Ebenfurth Mustangs | ASK Payerbach-Schlöglmühl |

#### 7ª giornata
| 28 maggio 2022, ore 15:00 | Styrian Panthers | 0 – 35 (a tavolino) referto | Black Valley Wild |  |

| Ebenfurth 28 maggio 2022, ore 15:00 | Ebenfurth Mustangs | 33 – 32 | Vikings Division Team | Mustangs Ranch |

| Stockerau 28 maggio 2022, ore 15:30 | AFC Grizzlies | 6 – 18 | BSK Ravens | Stadion Alte Au |

| Sarling 29 maggio 2022, ore 14:00 | Mostviertel Bastards | 14 – 20 | Predators Steyr | Danube-Field |

#### 8ª giornata
| Steyr 11 giugno 2022, ore 14:00 | Predators Steyr | 30 – 32 (d.t.s.) (7-0 0-7 7-7 7-7 9-12) referto | AFC Grizzlies | LAC Steyr |

| Vienna 11 giugno 2022, ore 18:00 | Vikings Division Team | 35 – 0 (a tavolino) referto | Styrian Panthers | Sportzentrum Ravelin |

| Bischofshofen 12 giugno 2022, ore 15:00 | BSK Ravens | 20 – 28 (0-0 13-7 7-7 0-14) referto | Huskies Wels | BSK-1933 |

| Klosterneuburg 12 giugno 2022, ore 15:00 | Klosterneuburg Broncos | 26 – 41 (6-14 6-14 14-13 0-0) referto | Ebenfurth Mustangs | Broncos Field |

#### 9ª giornata
| 18 giugno 2022, ore 15:00 | Styrian Panthers | 0 – 35 (a tavolino) referto | Klosterneuburg Broncos |  |

| Wels 18 giugno 2022, ore 16:00 | Huskies Wels | 27 – 3 (6-0 14-0 7-0 0-3) referto | Predators Steyr | Huskies Arena |

| Stockerau 19 giugno 2022, ore 14:00 | AFC Grizzlies | 27 – 6 (0-0 20-6 7-0 0-0) referto | Mostviertel Bastards | Stadion Alte Au |

| Gloggnitz 19 giugno 2022, ore 15:00 | Black Valley Wild | 21 – 14 (21-7 0-7 0-0 0-0) referto | Vikings Division Team | ASK Payerbach-Schlöglmühl |

#### 10ª giornata
| Steyr 2 luglio 2022, ore 14:00 | Predators Steyr | 13 – 17 | BSK Ravens | LAC Steyr |

| Sarling 2 luglio 2022, ore 15:00 | Mostviertel Bastards | 12 – 14 | Huskies Wels | Danube-Field |

| Ebenfurth 3 luglio 2022, ore 15:00 | Ebenfurth Mustangs | 35 – 0 (a tavolino) referto | Styrian Panthers | Mustangs Ranch |

| Klosterneuburg 3 luglio 2022, ore 15:00 | Klosterneuburg Broncos | 33 – 36 | Black Valley Wild | Broncos Field |

### Classifiche
Le classifiche della regular season sono le seguenti:
- PCT = percentuale di vittorie, G = partite giocate, V = partite vinte,  P = partite perse, PF = punti fatti, PS = punti subiti

#### Conference A
| Pos. | Squadra              | PCT   | G | V | N | P | PF  | PS  |
| ---- | -------------------- | ----- | - | - | - | - | --- | --- |
| 1    | Huskies Wels         | 1.000 | 8 | 8 | 0 | 0 | 243 | 54  |
| 2    | BSK Ravens           | .750  | 8 | 6 | 0 | 2 | 183 | 98  |
| 3    | AFC Grizzlies        | .500  | 8 | 4 | 0 | 4 | 126 | 182 |
| 4    | Predators Steyr      | .250  | 8 | 2 | 0 | 6 | 121 | 181 |
| 5    | Mostviertel Bastards | .000  | 8 | 0 | 0 | 8 | 47  | 205 |

#### Conference B
| Pos. | Squadra                | PCT  | G | V | N | P | PF  | PS  |
| ---- | ---------------------- | ---- | - | - | - | - | --- | --- |
| 1    | Ebenfurth Mustangs     | .857 | 8 | 7 | 0 | 1 | 253 | 128 |
| 2    | Black Valley Wild      | .625 | 8 | 5 | 0 | 3 | 201 | 140 |
| 3    | Vikings Division Team  | .500 | 8 | 4 | 0 | 4 | 199 | 129 |
| 4    | Klosterneuburg Broncos | .500 | 8 | 4 | 0 | 4 | 189 | 165 |
| -    | Styrian Panthers       | .000 | 8 | 0 | 0 | 8 | 0   | 280 |

## Playoff

### Tabellone
|  | Semifinali | Semifinali         | Semifinali |            |    | XVIII Challenge Bowl | XVIII Challenge Bowl | XVIII Challenge Bowl |  |
|  |            |                    |            |            |    |                      |                      |                      |  |
|  | 1A         | Huskies Wels       | 9          |            |    |                      |                      |                      |  |
|  | 1A         | Huskies Wels       | 9          |            |    |                      |                      |                      |  |
|  | 2B         | Black Valley Wild  | 3          |            |    |                      |                      |                      |  |
|  | 2B         | Black Valley Wild  | 3          |            | 1A | Huskies Wels         | 37                   |                      |  |
|  |            |                    |            |            | 1A | Huskies Wels         | 37                   |                      |  |
|  |            |                    | 2A         | BSK Ravens | 0  |                      |                      |                      |  |
|  | 1B         | Ebenfurth Mustangs | 2A         | BSK Ravens | 0  | 21                   |                      |                      |  |
|  | 1B         | Ebenfurth Mustangs |            |            |    |                      |                      |                      |  |
|  | 2A         | BSK Ravens         | 23         |            |    |                      |                      |                      |  |

### Semifinali
| Ebenfurth 16 luglio 2022, ore 15:00 | Ebenfurth Mustangs | 21 – 23 (13-14 0-0 0-6 8-3) referto | BSK Ravens | Mustangs Ranch |

| Wels 16 luglio 2022, ore 16:00 | Huskies Wels | 9 – 3 (2-0 7-3 0-0 0-0) referto | Black Valley Wild | Huskies Arena |

### XVIII Challenge Bowl
| Wels 31 luglio 2022, ore 14:30 | Huskies Wels | 37 – 0 (7-0 3-0 20-0 7-0) referto | BSK Ravens | Huskies Arena |

## Verdetti
- Huskies Wels Vincitori dell'AFL Division III 2022